# Hof van Beroep voor het 5e circuit
Het Hof van Beroep voor het 5e circuit (Engels: United States Court of Appeals for the Fifth Circuit) is een Amerikaanse federale rechtbank die beroepszaken hoort afkomstig uit de staten Texas, Louisiana en Mississippi. De rechtbank werd gecreëerd door middel van de Evarts Act van 1891, die een beroepshof installeerde voor de staten Texas, Louisiana, Mississippi, Florida, Georgia en Alabama. Deze laatste drie staten werden in 1981 verplaatst naar het nieuwe Hof van Beroep voor het 11e circuit.
Het Hof telt inclusief de president 17 rechters. Het gerechtsgebouw bevindt zich in New Orleans, Louisiana, en werd door Orkaan Katrina in 2005 licht beschadigd met uitstelling van enkele rechtszaken tot gevolg. Circuit justice voor het 5e circuit is rechter Clarence Thomas.